# Vojvođanski grb
Grb Vojvodine je podijeljen na tri dijela, koji simboliziraju tri oblasti Vojvodine, a raspoređeni su tako da stilizirano prikazuju zemljopisni položaj i odnos tih oblasti. Sva tri grba potječu iz Austro-Ugarskog razdoblja i nastali su u 17. i 18. stoljeću:
- Bačka – Na plavom polju sa zelenom travom stoji Sveti Pavao u plavoj košulji i crvenoj togi i sa zlatnom aureolom. U desnoj ruci drži srebrni mač sa zlatnom drškom uperen naniže, a u lijevoj Bibliju. Taj je grb Bačkoj (na mađarskom Bács) dodijelio kralj Leopold I. (1657. – 1705.) godine 1699. Bačka je podijeljena između Mađarske i Kraljevine SHS, s čim je mađarski dio utopljen u veću Bač-Kiškun (Bács-Kiskun) županiju, ali je ovaj grb ostao dijelom grba te županije.
- Banat – Zlatan lav u hodu na crvenom sa zlatnom sabljom u ruci. Ovaj grb je grofoviji Temeš (mađ. Temes, rum. Timiş) dodijelila carica Marija Terezija godine 1799. na osnovu grba glavnog grada grofovije, Temišvara (mađ. Temesvár, rum. Timişoara, njem. Temeswar, Temeschburg).
- Srijem – Tri bijele valovite linije na plavom koje simboliziraju tri srijemske rijeke: Dunav, Bosut i Savu. Između druge i treće je zeleno polje na kojem se nalazi drvo, čempres, (prema najstarijem obliku grba, ali je kasnije mijenjano ili u hrast ili u topolu). Pored drveta leži smeđi jelen sa zlatnom ogrlicom. Ovaj grb je carica Marija Terezija godine 1747. dodijelila Srijemu (mađ. Szerém, sr. Срем, njem. Sirmien) iako je za razliku od prethodna dva, koji su bili dio mađarske Krune, Srijem pripadao hrvatsko-slavonskoj Kruni. Danas, Vukovarsko-srijemska županija u Hrvatskoj koristi sličan grb.

Grb Vojvodine je usvojen na sjednici Skupštine APV 2002. godine.